# Furioso
Hästrasen Furioso kallas även Furioso North Star, detta på grund av de två stamhingstarna som är förfäder till rasen, de två fullblodshingstarna vid namn Furioso och North Star. Rasen har blivit känd över Europa som en lugn och trygg ridhäst. Furioson är nära släkt med hästrasen Nonius.

## Historia
Furioson utvecklades på Mezohegyesstuteriet i Ungern på ston som var av rasen Nonius. Man importerade två hingstar vid namn Furioso och North Star som kom till stuteriet 1841 respektive 1844. Furioso, en anglonormandisk häst, blev far till 95 hingstar som användes vid de kungliga stuterierna. North Star, ett engelskt fullblod, var sonson till en stor kapplöpningshäst i England kallad Touchstone. 
Rasen har i stort sett varit orörd sen dessa två hingstar. Inkorsning av Norfolktravare ledde nämligen ingen vart då man, av alla dessa avkommor, bara fick en enda som vann ett travlopp. De två linjerna North Star och Furioso hölls åtskilda fram till 1885 då man började korsa dem och rasen kallades rätt och slätt Furioso, eller ibland Furioso Northstar. 

## Egenskaper
Furioson är känd för sitt lugna sätt och bra temperament. Den har ett stort inslag av fullblod i sig vilket syns väl om man jämför med dess granne och förfader Nonius. Rasen är intelligent och även en bra körhäst. Numera föds den upp över hela centrala Europa men störst är aveln i Ungern, Österrike och Polen.